# Amanita flavella
Amanita flavella là một loài nấm sống cộng sinh thuộc chi Amanita trong họ Amanitaceae. Loài này được tìm thấy ở bang New South Wales, Úc.

## Miêu tả
Mũ nấm lồi, màu vàng chanh hoặc vàng cam, đường kính khoảng 90 mm. Cuống nấm cũng có chiều cao khoảng 90 mm, màu vàng trắng. Phần thân dưới cuống hơi phình ra, nằm trong bao gốc (volva).
Vòng nấm (ring) xòe ra, dạng màng và có màu vàng trắng. Bào tử nấm dài 8.5 – 10, rộng 6 – 6.5 µm, hình trái xoan, màu trắng và dạng tinh bột. Nhìn chung, nấm có đặc điểm hình thái giống với nấm Amanita flavoconia.